# Lamy
Lamy(МФА: [ˈlɑːmi]}) — німецька компанія з виробництва ручок. Заснована 1930 року Йозефом Ламі, який був торговим представником компанії Parker Pen в Німеччині виробника, придбанням ним виробництва ручок Orthos. У свій час Lamy були піонером у використанні формованого синтетичного пластику для виготовлення своєї продукції.
Компанію Lamy очолював син Йозефа Ламі, Манфред, до свого виходу на пенсію у 2006 році. Його наступником став Бернхард М. Рьоснер. Продукція, що виробляється компанією Lamy, включає перові, кулькові ручки, ручки-ролери, механічні олівці та інші предмети канцелярії.

## Історія
Компанія була заснована в 1930 році під назвою «Orthos Füllfederhalter-Fabrik C. J. Lamy» К. Йозефом Ламі в Гайдельберзі. У 1948 році її назву було змінено на «C. Josef Lamy GmbH». У 1952 році компанією була представлена перова ручка Lamy 27, що ознаменувала прорив бренду письмового приладдя Lamy у Федеративній Республіці Німеччина. У 1957 році компанія переїхала до району Віблінґен у Гайдельберзі.
Манфред Ламі (1936—2021) приєднався до «C. Josef Lamy GmbH» менеджером з маркетингу в 1962 році. У 1973 році Манфред Ламі став одноосібним керуючим директором і перетворив компанію на дизайнерський бренд, відомий у всьому світі.
У 1984 році газети повідомляли, що частка експорту Lamy збільшилася до 33 % обороту. У 1986 році Lamy, Montblanc і Parker разом займали 70-80 % західнонімецького ринку. Експортні ринки тоді складалися зі Сполучених Штатів, Японії та Австрії. Lamy сподівалася збільшити частку експорту до 50 відсотків обороту, який становив приблизно 40 мільйонів німецьких марок у 1985 році. У 1987 році оборот Lamy зріс до 48 мільйонів німецьких марок. На той час у компанії працювало 350 осіб. у 1988 році він збільшився до 54 мільйонів німецьких марок, а кількість працівників зросла майже до 400 осіб.
У 1989 році було розпочато виробництво власних чорнил. Того ж року Lamy встановила контакти зі Східною Німеччиною і планувала вести бізнес там, як і в Західній Німеччині. У 1991 році знову збільшився штат і оборот компанії, цього разу до 85 мільйонів німецьких марок і п'ятисот співробітників.У 1994 році оборот компанії вперше перевищив 100 мільйонів німецьких марок (51,13 мільйона євро). У 1996 році Lamy інвестувала в «інноваційну майстерню» в Гейдельберзі, а очікуваний оборот склав 113 мільйонів німецьких марок. У 1999 році Lamy відзвітувала про стабільний оборот приблизно в 120 мільйонів німецьких марок, хоча внутрішній попит знизився.
Після того, як Манфред Ламі відійшов від керівництва в листопаді 2006 року, Бернхард М. Рьоснер став одноосібним керуючим директором компанії. У 2018 році він залишив компанію через розбіжності з акціонерами. Відтоді компанією керує команда з трьох співробітників, які мають багаторічний досвід роботи. Манфред Ламі був членом новоствореної Консультативної ради Lamy і був удостоєний премії дизайну Федеративної Республіки Німеччина у 2008 році за особливі заслуги в галузі дизайну та цілісну, орієнтовану на майбутнє корпоративну культуру та культуру продукції. Він помер 17 січня 2021 року.
У лютому 2024 року компанію Lamy придбала японська Mitsubishi Pencil Company.

## Продукція компанії

### Перові ручки

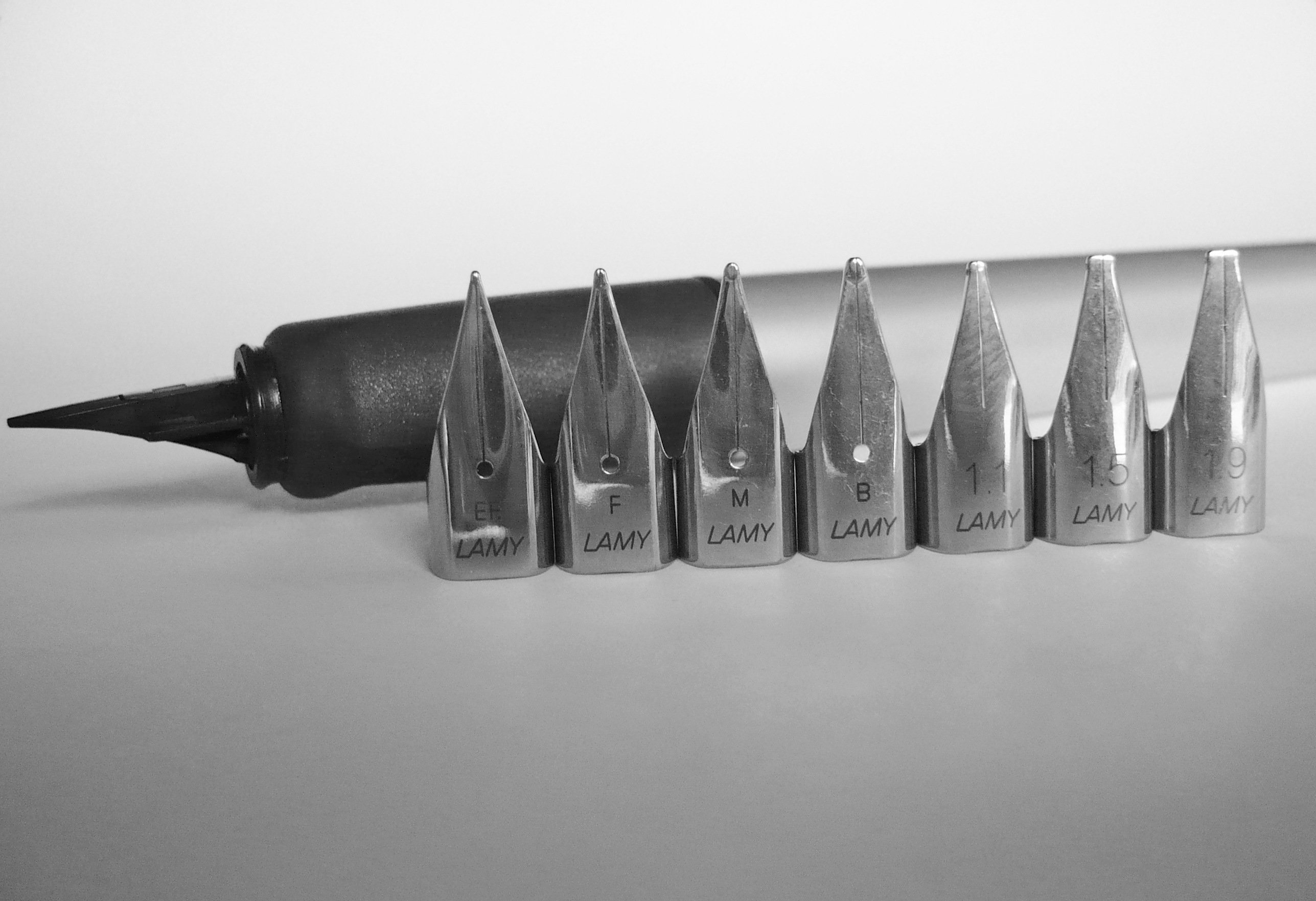
Пера Lamy Z 50 перед ручкою Lamy Nexx

Багато моделей перових ручок Lamy мають однаковий тип фідеру та пера. У більшості моделей використовуються пера з нержавіючої сталі Fe-Ni-Cr сплаву Z 50, які користувач може замінювати самостійно[10]. Фідер виготовляється з АБС-пластику і після лиття під тиском піддається хімічному травленню за допомогою поліетиленгліколю (PEG). Процес травлення створює мікроподряпини на поверхні, видаляючи стирол з поверхні фідера та каналів для чорнила. Така шорсткість оптимізує характеристики розтікання чорнила по поверхні подачі[11]. У моделі «Lamy 2000» використовуються пера іншого типу, які несумісні з іншими моделями перових ручок Lamy.

#### abc
Перова ручка «Lamy abc» для початківців була розроблена Бернтом Шпайґелем для використання дітьми під час навчання письму. Корпус зазвичай виготовляється з клена, а на ковпачок наклеюється наклейка з іменем, щоб допомогти ідентифікувати ручку кожного учня.[12] Ручка має трикутну в профілі секцію, оптимізовану для правильного утримання.

#### Safari, AL-star, LX та Vista

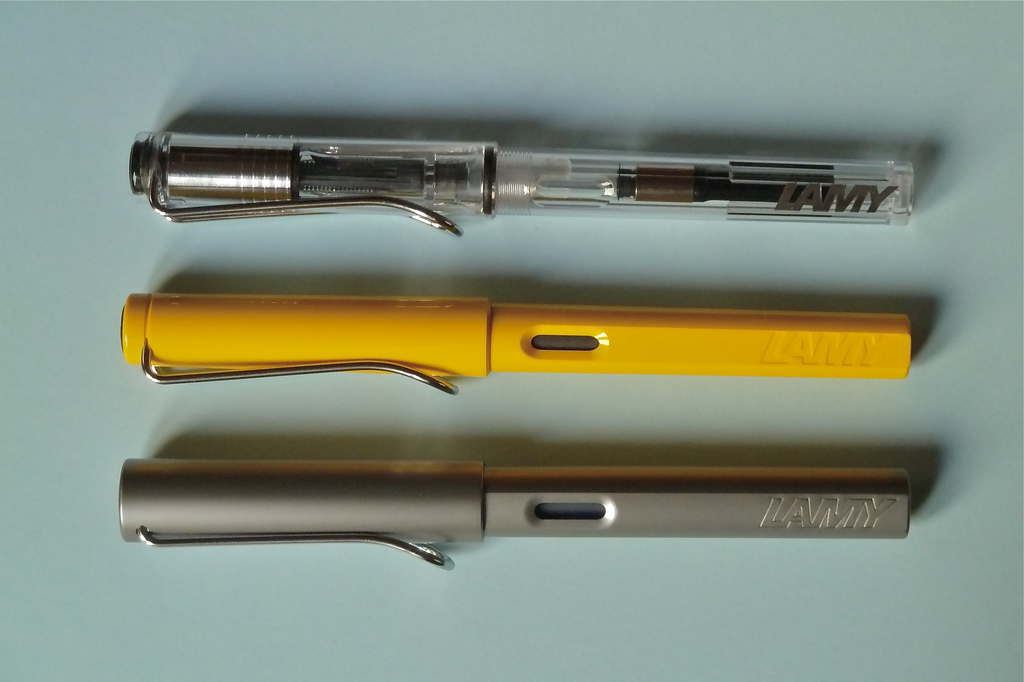
Зверху донизу: Lamy Vista, Lamy Safari та Lamy AL-star Graphite

«Lamy Safari» була розроблена Вольфґанґом Фабіаном[13][14] та Бернтом Шпіґелем з компанії Entwicklungsgruppe Mannheim[15] і випускається з 1980 року. Лінійки «Safari» та похідні від неї «AL-star» і «Vista» мають картридж-конвертерну систему заправки і позиціонуються виробником як ручки для студентів та молодих письменників. Ручки виготовлені переважно з АБС-пластику і, як і «Lamy abc», мають тригранну секцію для зручного утримання. Лінійка «Vista» - це прозора демонстраційна версія, а «AL-star» має анодований алюмінієвий корпус і ковпачок з напівпрозорою секцією.[16] У 2016 році Lamy випустила дорожчий варіант лінійки «AL-star» під назвою «LX», який доступний у п'яти кольорах, названих на честь дорогоцінних металів, за винятком спеціального видання «Marron». Окрім перових ручок, лінійки «Safari», «AL-star», «LX» та «Vista» також доступні у варіантах кулькових ручок, ролерів та механічних олівців[16].

#### Dialog
Dialog - це перова ручка без ковпачка, з поворотним механізмом, що відкриває перо з 14-каратного золота. Поворот механізму також призводить до того, що кліп ручки втягується в корпус[17]. Коли ручка закривається, кульковий клапан герметично закриває перо, захищаючи його від пошкоджень. Дизайн ручки Dialog був розроблений дизайнером Франко Клівіо[18].

#### Accent
Ручка Accent є розробкою Андреаса Хауґа [19]. Ручка випускається з різними матеріалами корпусу та має секцію ручки, яку можна замінити, для надання їй індивідуального зовнішнього вигляду. Ковпачок ручки Accent має підпружинений кліп і стрижень з фіксаторами. Accent також представлена у варінтах кулькових ручок, ручок-ролерів та механічних олівців.

#### Studio

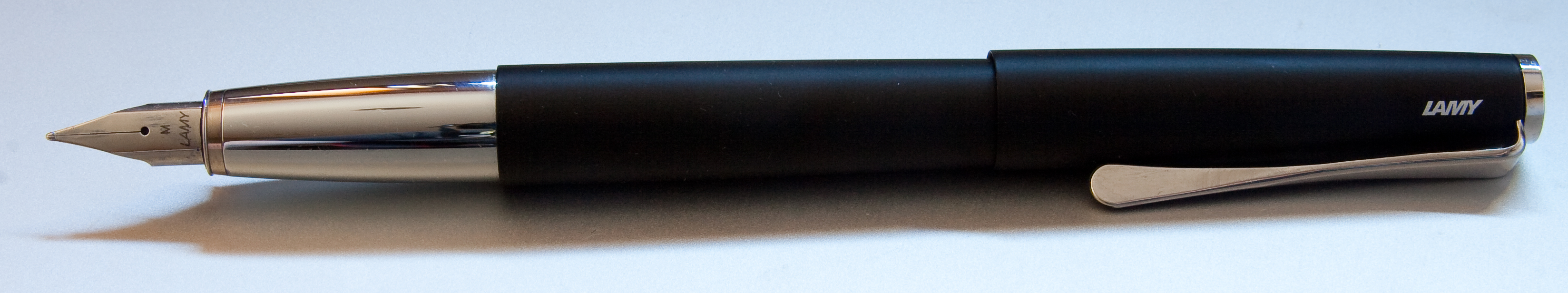
Lamy Studio з покриттям корпусу ручки чорного кольору

Модель Studio розроблена Ганнесом Веттштайном[13] і являє собою картридж-конвертерну ручку преміум-класу. Металевий корпус і ковпачок пропонуються в різних колірних варіантах фарбування або металевого покриття. Більшість версій мають хромовані круглі секції. Версії Studio кольору "рояльний чорний" і "паладій" коштують дорожче, оскільки мають пера, оздоблені золотом. Окрім пір'яних ручок, лінійка Studio також доступна в конфігураціях кулькових ручок та ручок-ролерів.

#### 2000

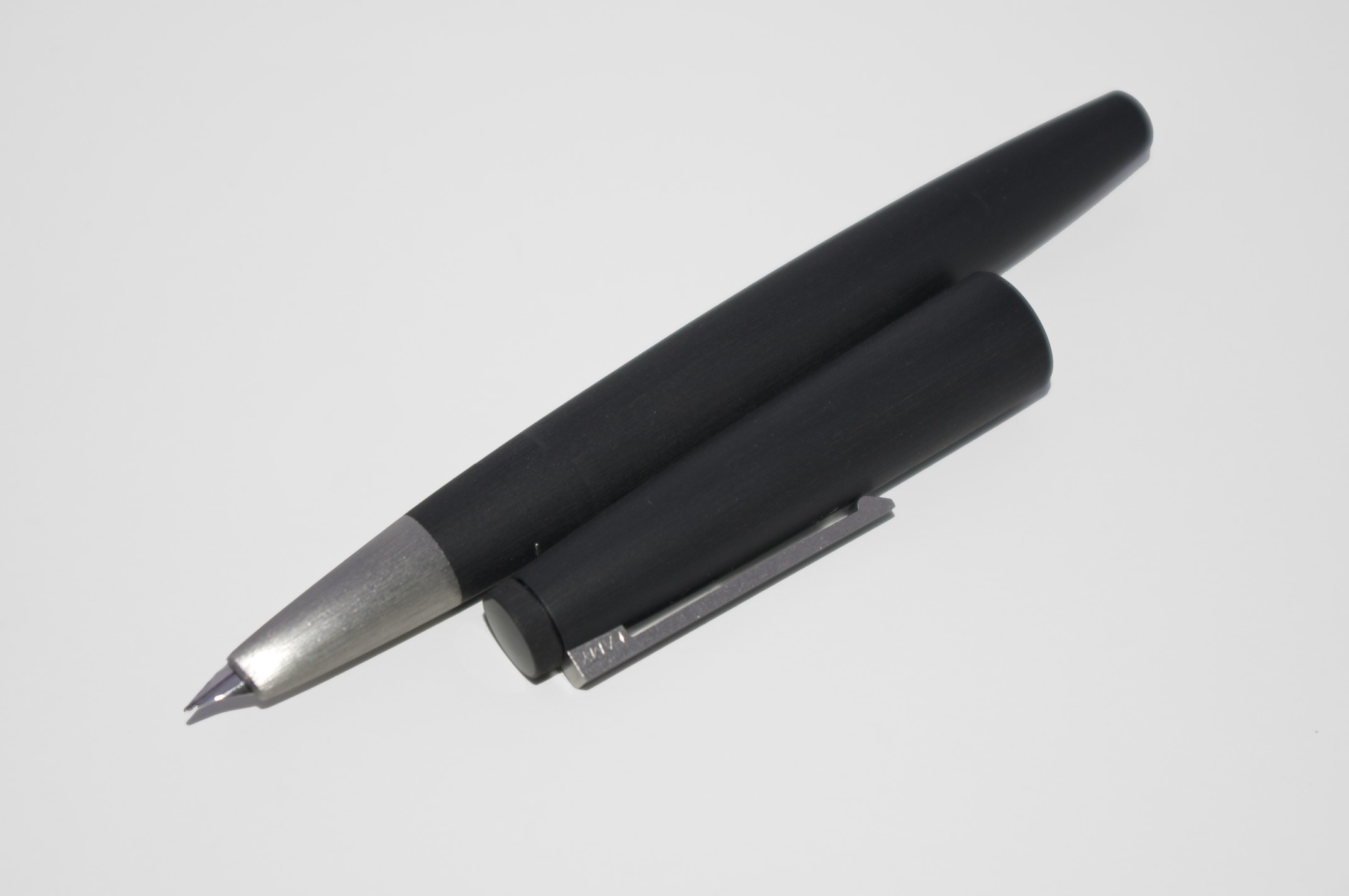
Перова ручка Lamy 2000.

Флагманською моделлю перових ручок Lamy є Lamy 2000.[20] Розроблена дизайнером Гердом Альфредом Мюллером[13] і випущена в 1966 році, вона виробляється і сьогодні. Для виготовлення корпусу ручки 2000 використовується спеціальна полікарбонатна смола Makrolon виробництва компанії Bayer, яка стала комерційно доступною в 1958 році.[21] Це єдина сучасна авторучка Lamy, яка має напівзакрите перо з 14-каратного золота, покритого родієм, і є ручкою з поршневою системою заправки з об'ємом чорнила 1,35 мл, тому для неї можна використовувати лише чорнило з пляшечок. [22] На додаток до звичайних серійних версій механічного олівця, кулькової та чотириколірної кулькової ручок, до нового тисячоліття було випущено пам'ятну версію перової ручки під назвою Edition 2000, яка має зворотний дизайн оригіналу: корпус з нержавіючої сталі з кільцем Makrolon та полірованим кліпом.[23].

### Чорнило

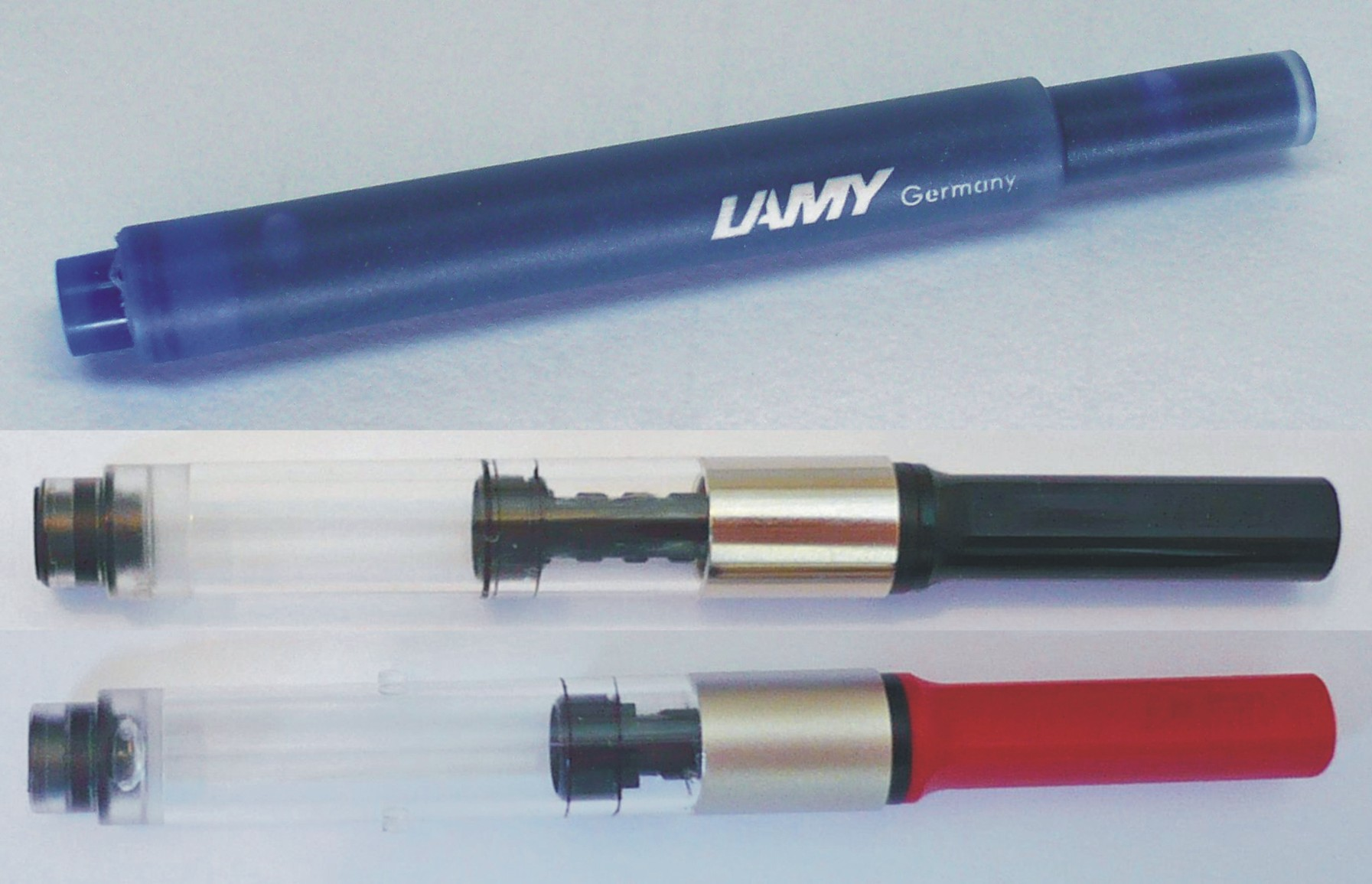
Зверху донизу: пропрієтарний чорнильний картридж Lamy T 10 синього кольору та конвертери для чорнила Z 27 і Z 28

## Галерея

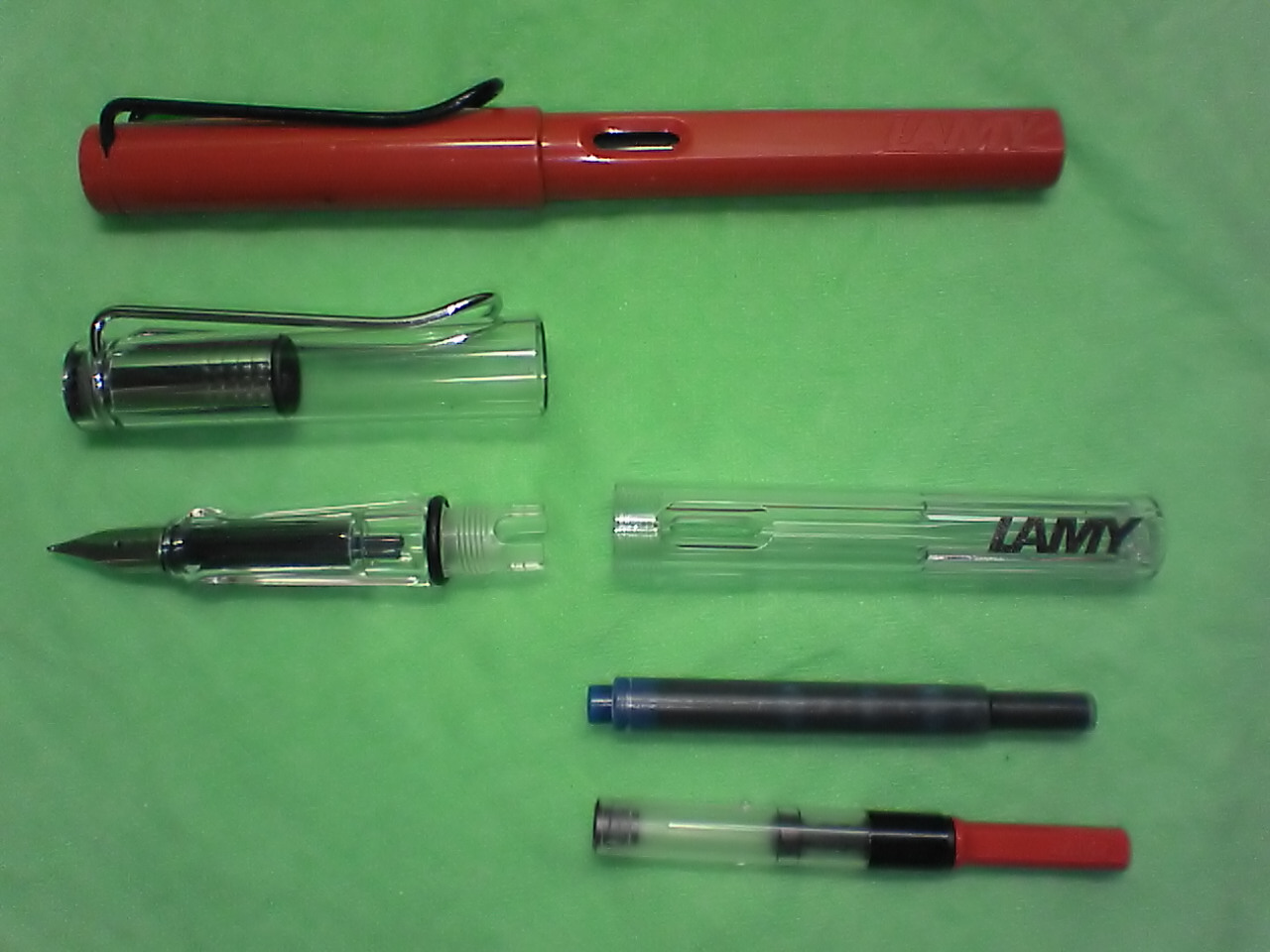
Перові ручки Lamy Safari (зверху) з корпусом червоного кольору та Vista (знизу). Під прозорою ручкою-демонстратором Lamy Vista знаходяться чорнильний картридж Lamy T10 та поршевий конвертер Lamy Z 24 для використання чорнила із флакона.
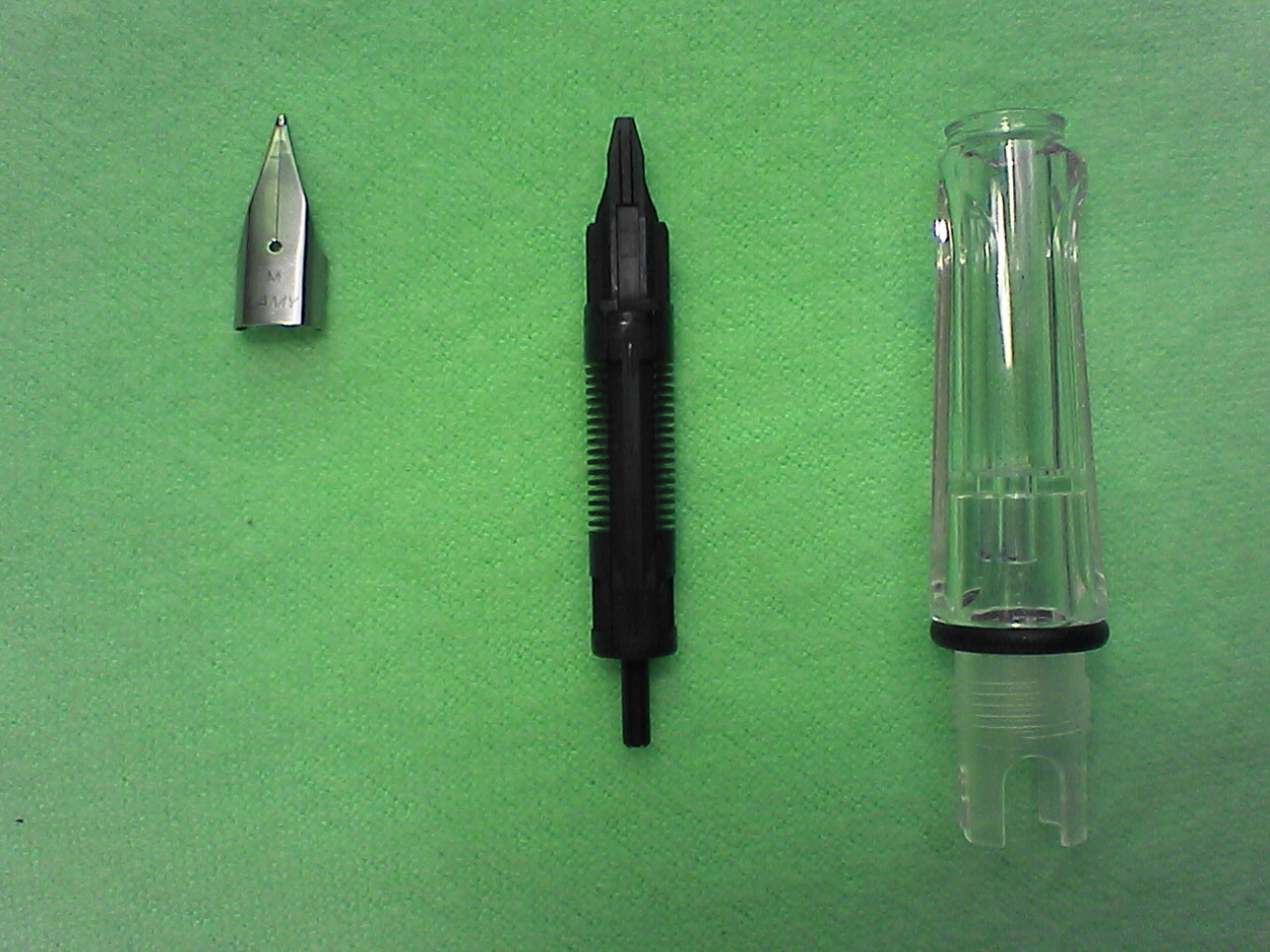
Частини перової ручки Lamy Vista. Зліва направо: Перо Z 50 розмірності M (середньої товщини лінії), фідер, секція бареля.
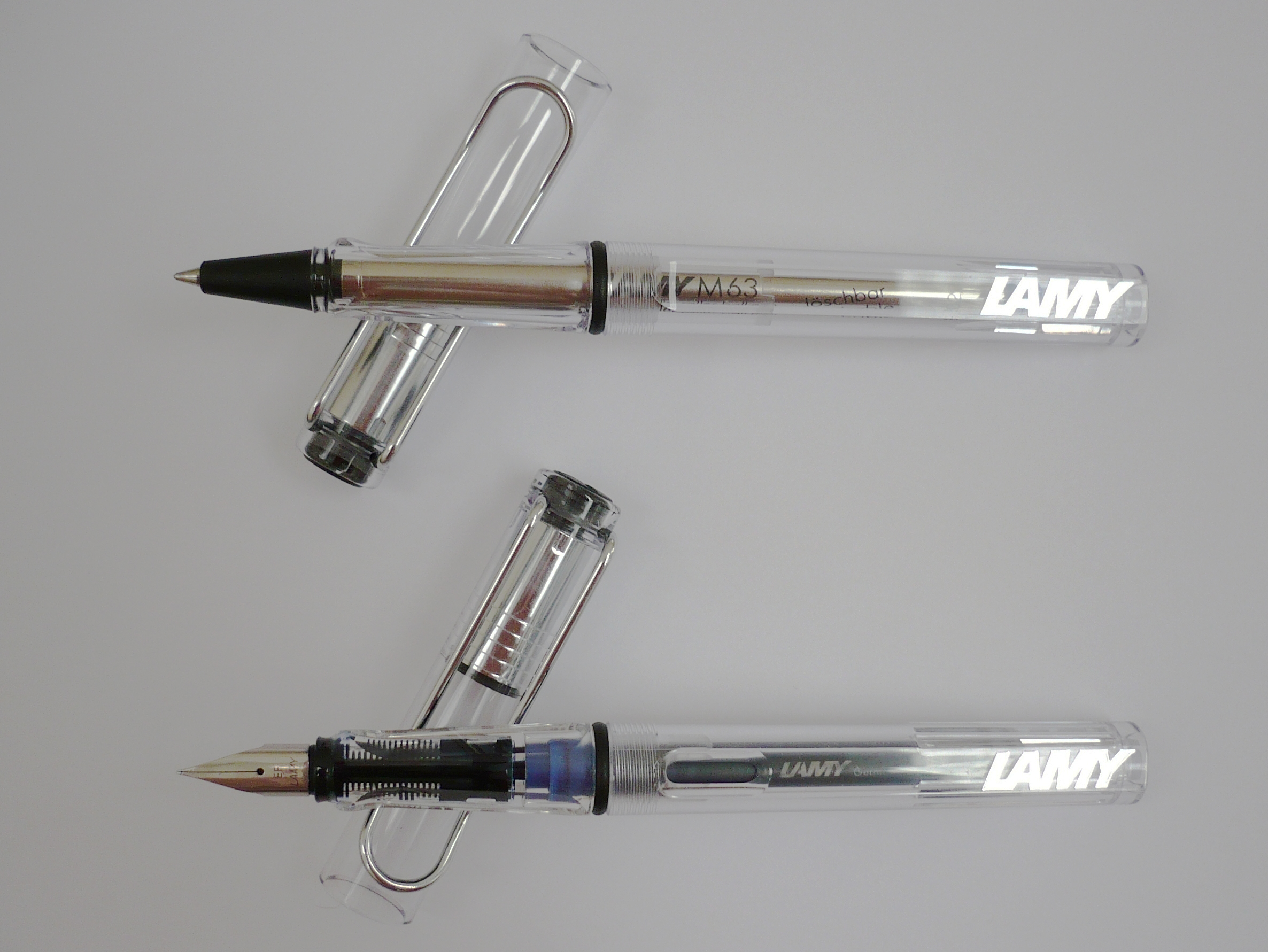
Ручка-ролер (зверху) та перова ручка (знизу) лінійки Lamy Vista.
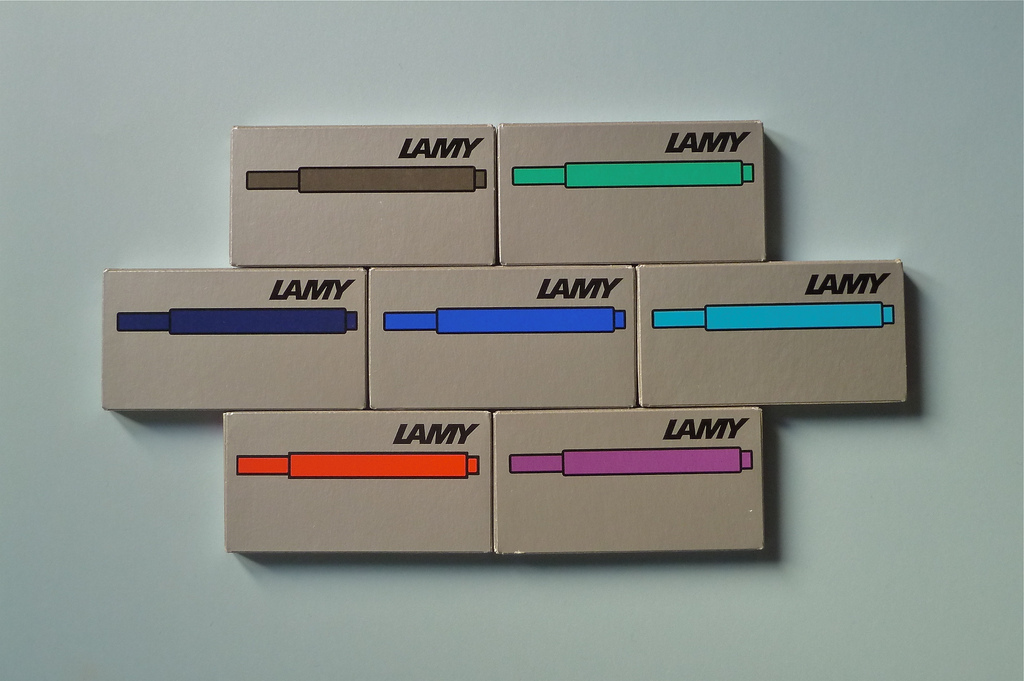
Упаковки з чорнильними картриджами Lamy.
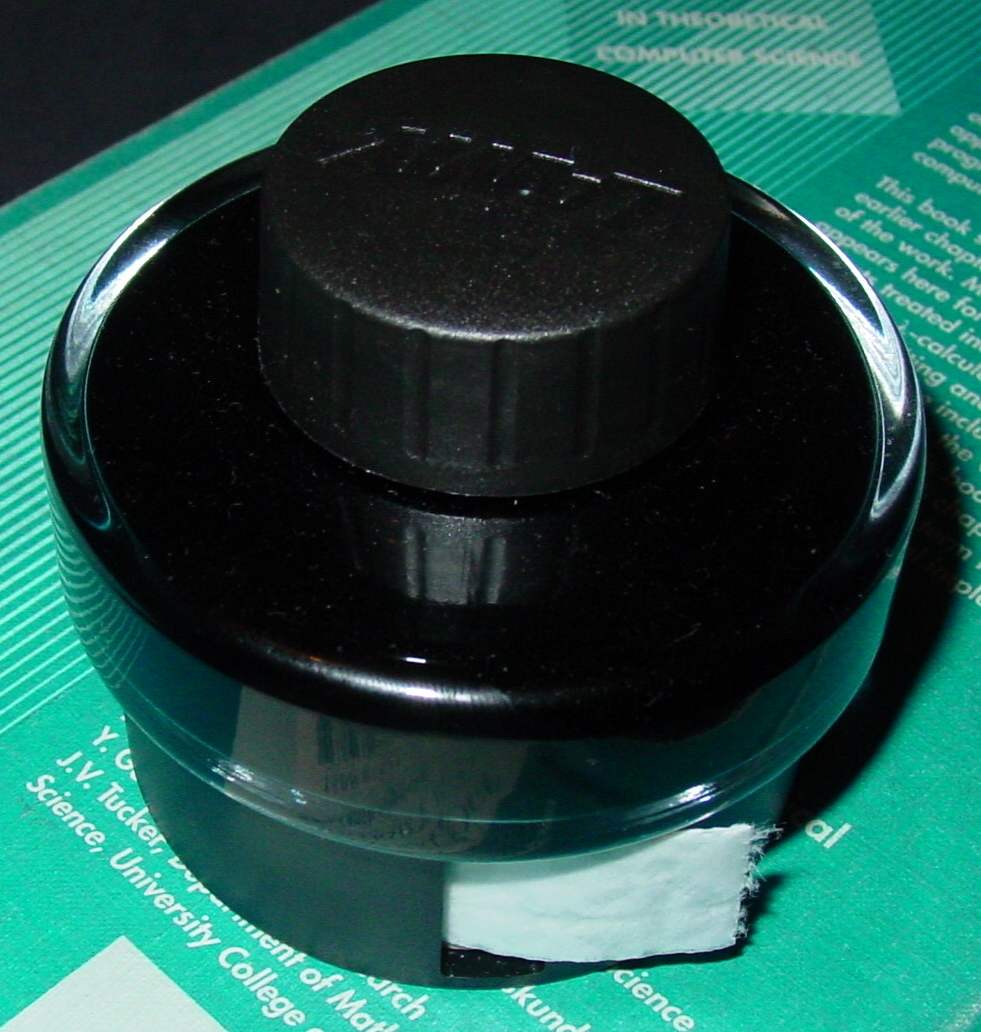
Чорнило Lamy T 52 у флаконі.
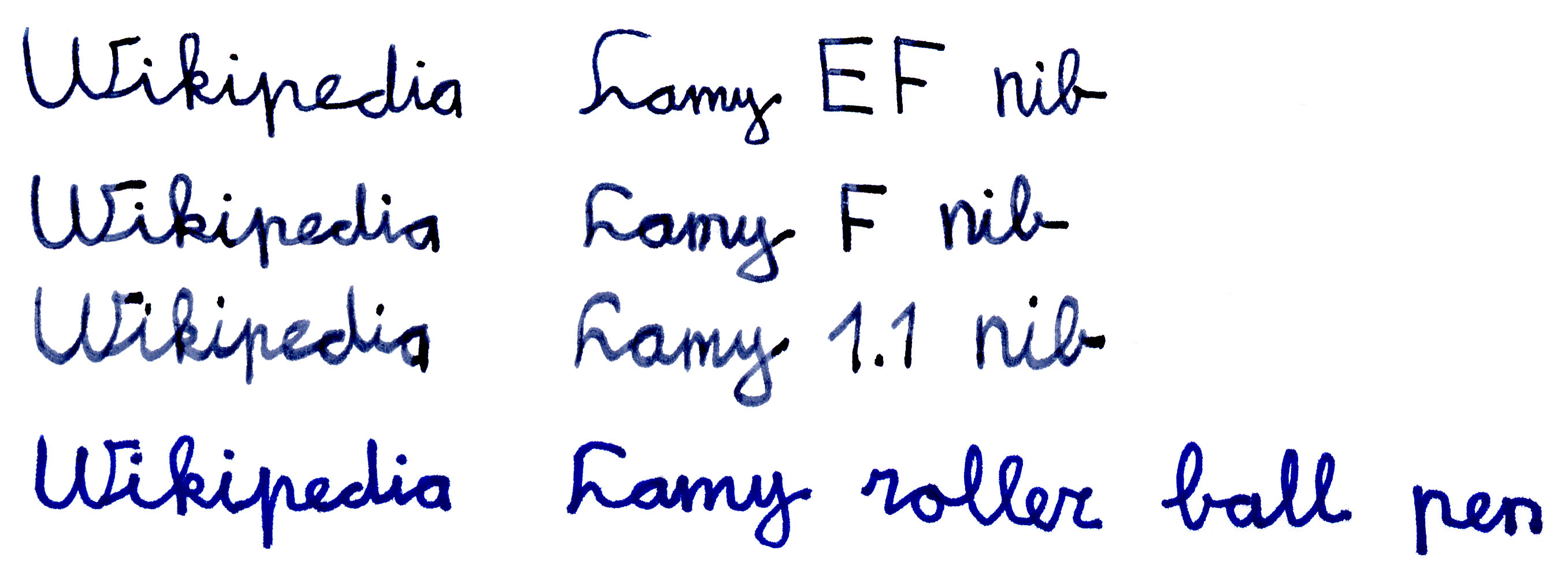
Зразки письма перами Lamy різної товщини лінії та ручкою-ролером.